# Leonardo Villanueva Meyer
Leonardo Villanueva Meyer (Huaraz, Perú, 9 de julio de 1891 - Panamá, Panamá, 31 de mayo de 1981) fue un arquitecto peruano que realizó gran parte de su profesión siendo el arquitecto oficial de Panamá. Es egresado de la Escuela de Artes y Oficios de Lima y fue radicado en Panamá en 1921. 
Realizó sus trabajos basados en los edificios construidos por Genaro Ruggieri. Este suele ser referido como uno de los primeros arquitectos en la historia de Panamá, pues la profesión de arquitecto no existía en el país cuando él se dedicó a las construcciones.
Ha hecho gran parte de su trabajo durante las administraciones del presidente Belisario Porras. Sus trabajos más conocidos son la Plaza de Francia, la Plaza de San Francisco y la renovación del Palacio de las Garzas. Además de arquitecto también fue docente en la Escuela de Artes y Oficios de Panamá.

## Biografía

### Primeros años
Nació el 9 de julio de 1891 en la ciudad de Huaraz, en Perú. Realizó sus estudios en la Escuela de Artes y Oficios de Lima. Se trasladó a Panamá en 1921, a la edad de 21 años, contratado por el Presidente Belisario Porras Barahona, para ser Jefe del Salón de Arquitectura y Profesor de Trigonometría, Física Aplicada, Modelado y Dibujo Decorativo en la Escuela de Artes y Oficios de Panamá. Villanueva orientó su labor como docente y administrador u organizador al sector de la construcción, formando maestros de obra y obreros, diseñadores y esbozos de primeros arquitectos en un medio donde los albañiles y carpinteros ignoraban aún nada menos que la técnica de la construcción a partir del hormigón armado, siendo un precursor de esta técnica y su disciplina en el Caribe.

### Éxito en Panamá
Logró su éxito gracias a su estrecha relación con el presidente Belisario Porras Barahona, una de las figuras más emblemáticas de Panamá y quien estuvo al mando de su máximo cargo funcional durante tres períodos en los que gobernó al país. A Villanueva le fueron encargados diversos proyectos, la mayoría aún son reconocidos como obras arquitectónicas actualmente, trabajando junto con Ernesto Jaén Guardia y Víctor M. Tejeira.

### Muerte
Leonardo Villanueva Meyer falleció el 31 de mayo de 1981, a la edad de 89 años.

## Obras

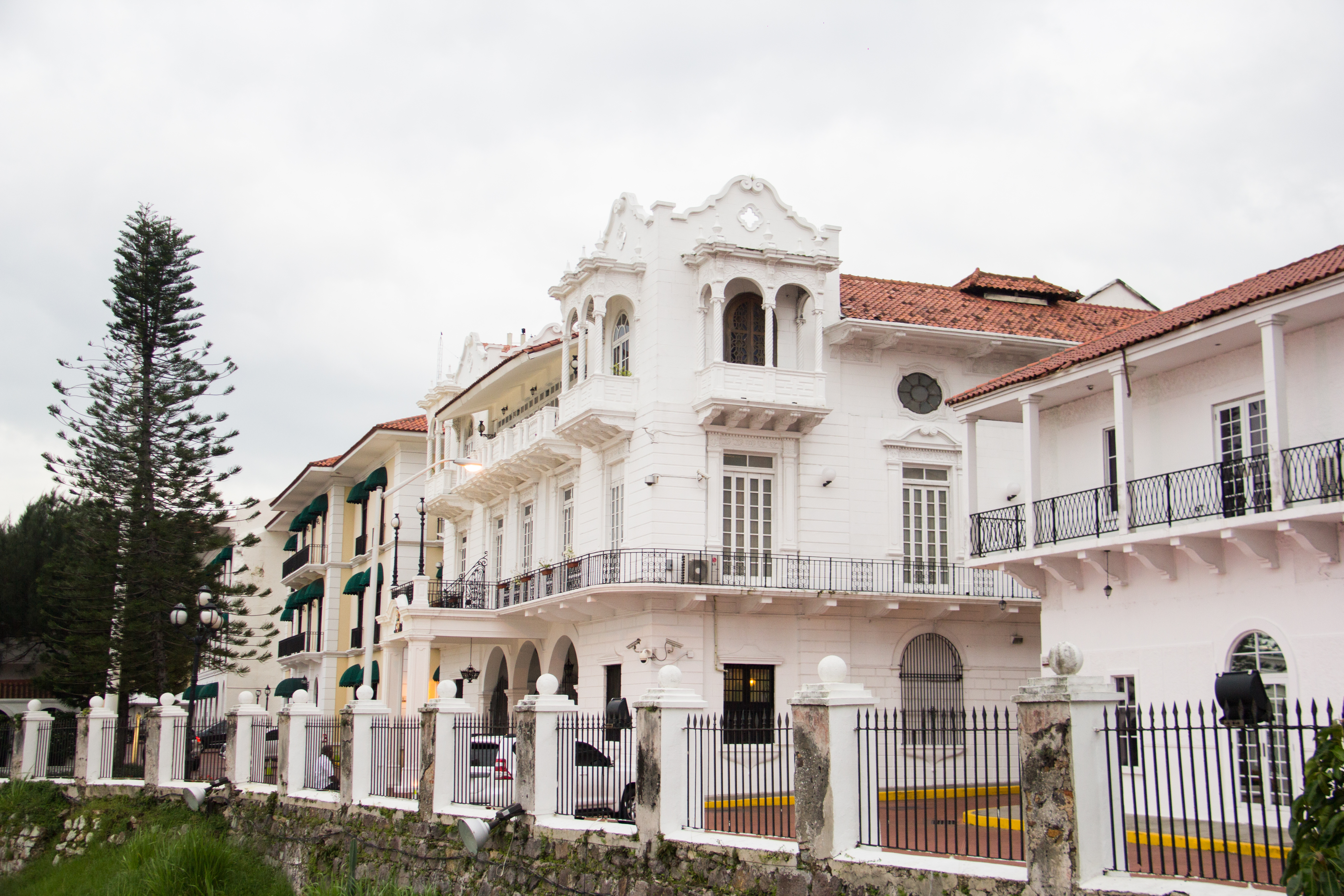
Palacio de las Garzas, su renovación por Leonardo Villanueva Meyer le dio su aspecto actual.

Gran parte de las obras de Leonardo Villanueva Meyer fueron realizadas en los mandatos del presidente Belisario Porras en distintos sectores de la ciudad de Panamá. Además de realizar sus trabajos con la ayuda de su compañero Víctor M. Tejeira.
- Plaza de Francia, 1922, en Las Bóvedas.
- Renovación del Palacio de las Garzas, 1923, reforzando la arquitectura colonial, además de dos pisos.
- Archivo Nacional de Panamá, 1924, el primer edificio construido con ese uso en América.
- Plaza Bolívar, 1926, además del Antiguo Hotel Colombia y la Iglesia de San Francisco de Asís.
- Edificio La Pollera, 1928, uno de los pocos edificios construido con estilo art decó.

## Legado
Las obras de Leonardo Villanueva Meyer son una de las obras arquitectónicas más reconocidas de Panamá. En la Revista Lotería, el arquitecto contemporáneo Sebastián Sucre citó a Leonardo Villanueva Meyer para referirse a su figura como la del “arquitecto más descollante de Panamá en la primera mitad del siglo XX y quien contribuyó, de manera eximia, a introducir, en los panameños, una inclinación a los mejores valores estéticos. Así como también a vivir y trabajar en ambientes cómodos y agradables”.